# Tunézia az 1960. évi nyári olimpiai játékokon
Tunézia az olaszországi Rómában megrendezett 1960. évi nyári olimpiai játékok egyik részt vevő nemzete volt. Az országot az olimpián 7 sportágban 42 sportoló képviselte, akik érmet nem szereztek. Tunézia első alkalommal vett részt az olimpiai játékokon.

## Atlétika
Férfi
| Versenyző             | Versenyszám     | Előfutam | Előfutam | Negyeddöntő | Negyeddöntő | Elődöntő | Elődöntő | Döntő         | Döntő         |
| Versenyző             | Versenyszám     | Idő      | Hely.    | Idő         | Hely.       | Idő      | Hely.    | Idő           | Helyezés      |
| --------------------- | --------------- | -------- | -------- | ----------- | ----------- | -------- | -------- | ------------- | ------------- |
| Brahim Karabi         | 400 m           | 52,0     | 7.       | kiesett     | kiesett     | kiesett  | kiesett  | kiesett       | kiesett       |
| Abdeslem Dargouth     | 800 m           | 1:54,7   | 6.       | kiesett     | kiesett     | kiesett  | kiesett  | kiesett       | kiesett       |
| Mohamed Gouider       | 1500 m          | 3:58,4   | 12.      |             |             |          |          | kiesett       | kiesett       |
| Mongi Soussi Zarrouki | 400 m gát       | 54,3     | 6.       |             | kiesett     | kiesett  | kiesett  | kiesett       |               |
| Hedi Dhaoui           | Maraton         |          |          |             |             |          |          | nem ért célba | nem ért célba |
| Mouldi Essalhi        | Maraton         |          |          |             |             |          |          | nem ért célba | nem ért célba |
| Ahmed Labidi          | Maraton         |          |          |             |             |          |          | 2:35:43,0     | 49.           |
| Khalifa Bahrouni      | 20 km gyaloglás |          |          |             |             |          |          | 1:47:09,6     | 27.           |
| Mohamed Ben Lazhar    | 20 km gyaloglás |          |          |             |             |          |          | kizárták      | kizárták      |
| Mohamed Ben Lazhar    | 50 km gyaloglás |          |          |             |             |          |          | 5:07:57,4     | 26.           |
| Naoui Zlassi          | 50 km gyaloglás |          |          |             |             |          |          | nem ért célba | nem ért célba |
| Naoui Zlassi          | 20 km gyaloglás |          |          |             |             |          |          | 1:55:21,0     | 28.           |

| Versenyző     | Versenyszám | Selejtező                | Selejtező                | Döntő    | Döntő    |
| Versenyző     | Versenyszám | Eredmény                 | Helyezés                 | Eredmény | Helyezés |
| ------------- | ----------- | ------------------------ | ------------------------ | -------- | -------- |
| Sylvain Bitan | Magasugrás  | érvényes kísérlet nélkül | érvényes kísérlet nélkül | kiesett  | kiesett  |

## Kerékpározás

### Országúti kerékpározás
| Versenyző                                                     | Versenyszám     | Idő              | Helyezés      |
| ------------------------------------------------------------- | --------------- | ---------------- | ------------- |
| Ali Ben Ali                                                   | Mezőnyverseny   | nem ért célba    | nem ért célba |
| Mohamed El-Kemissi                                            | Mezőnyverseny   | nem ért célba    | nem ért célba |
| Bechir Mardassi                                               | Mezőnyverseny   | nem ért célba    | nem ért célba |
| Mohamed Touati                                                | Mezőnyverseny   | 4:35:56 (+15:19) | 74.           |
| Ali Ben Ali Mohamed El-Kemissi Bechir Mardassi Mohamed Touati | Csapat időfutam | 2:36:05,54       | 27.           |

## Labdarúgás
| Tunéziai labdarúgócsapat-játékoskeret                                                                                            | Tunéziai labdarúgócsapat-játékoskeret                                                                   |
| --- | --- |
| - Abderrahman Ben Azzedine - Taoufik Ben Othman - Moncef Chérif - Hamadi Dhaou - Brahim Kerrit - Khalled Loualid - Rached Meddeb | - Abdel Majid Naji - Ridha Rouatbi - Abdelmadzsíd Setálí - Ahmed Sghaïer - Larbi Touati - Mohamed Zguir |

### Eredmények
Csoportkör
C csoport
| Csapat        | M | Gy | D | V | G+ | G– | Gk | P |
| ------------- | - | -- | - | - | -- | -- | -- | - |
| Dánia         | 3 | 3  | 0 | 0 | 8  | 4  | +4 | 6 |
| Argentína     | 3 | 2  | 0 | 1 | 6  | 4  | +2 | 4 |
| Lengyelország | 3 | 1  | 0 | 2 | 7  | 5  | +2 | 2 |
| Tunézia       | 3 | 0  | 0 | 3 | 3  | 11 | –8 | 0 |

| 1960. augusztus 26. 16:00 |

| Lengyelország (POL)                  | 6–1               | Tunézia   |
| ------------------------------------ | ----------------- | --------- |
| Pohl 7' 40' 42' 84' 89' Hachorek 67' | (3–1) Jegyzőkönyv | Kerrit 3' |

| Róma Nézőszám: 3 000 Játékvezető: Lo Bello (olasz) |

| 1960. augusztus 29. 21:00 |

| Argentína (ARG) | 2–1               | Tunézia    |
| --------------- | ----------------- | ---------- |
| Oleniak 15' 82' | (1–1) Jegyzőkönyv | Kerrit 25' |

| Pescara Játékvezető: Zsolt (magyar) |

| 1960. szeptember 1. 16:00 |

| Dánia (DEN)                           | 3–1               | Tunézia    |
| ------------------------------------- | ----------------- | ---------- |
| F. Nielsen 24' Harald Nielsen 27' 88' | (2–0) Jegyzőkönyv | Chérif 48' |

| L’Aquila Nézőszám: 2 000 Játékvezető: Campanati (olasz) |

| Csapat        | Helyezés |
| ------------- | -------- |
| Tunézia (TUN) | 15.      |

## Ökölvívás
| Versenyző            | Versenyszám  | Selejtező         | 32-es főtábla               | Nyolcaddöntő                | Negyeddöntő       | Elődöntő          | Döntő             | Helyezés |
| Versenyző            | Versenyszám  | Ellenfél Eredmény | Ellenfél Eredmény           | Ellenfél Eredmény           | Ellenfél Eredmény | Ellenfél Eredmény | Ellenfél Eredmény | Helyezés |
| -------------------- | ------------ | ----------------- | --------------------------- | --------------------------- | ----------------- | ----------------- | ----------------- | -------- |
| Tamar Ben Hassan     | Harmatsúly   | erőnyerő          | Nicolae Puiu (ROU) · 1-4    | kiesett                     | kiesett           | kiesett           | kiesett           | 17.      |
| Noureddine Dziri     | Könnyűsúly   | erőnyerő          | Harry Lempio (EUA) · KO     | kiesett                     | kiesett           | kiesett           | kiesett           | 17.      |
| Azouz Bechir         | Kisváltósúly | erőnyerő          | Pál György (HUN) · RSC      | kiesett                     | kiesett           | kiesett           | kiesett           | 17.      |
| Omrane Sadok         | Váltósúly    | erőnyerő          | Tomislav Kelava (YUG) · RSC | Shishman Mitsev (BUL) · 2-3 | kiesett           | kiesett           | kiesett           | 9.       |
| Mohamed Ben Gandoubi | Középsúly    |                   | Eamonn McKeon (IRL) · 0-5   | kiesett                     | kiesett           | kiesett           | kiesett           | 17.      |

## Öttusa
| Versenyző                                    | Versenyszám | Lovaglás | Lovaglás | Lovaglás | Lovaglás | Vívás    | Vívás | Vívás | Lövészet | Lövészet | Lövészet | Úszás  | Úszás | Úszás | Futás   | Futás | Futás | Összesen    | Összesen |
| Versenyző                                    | Versenyszám | Idő      | Bünt.    | Pont     | Hely.    | Eredmény | Pont  | Hely. | Pontszám | Pont     | Hely.    | Idő    | Pont  | Hely. | Idő     | Pont  | Hely. | Összes pont | Helyezés |
| -------------------------------------------- | ----------- | -------- | -------- | -------- | -------- | -------- | ----- | ----- | -------- | -------- | -------- | ------ | ----- | ----- | ------- | ----- | ----- | ----------- | -------- |
| Habib Ben Azzabi                             | Egyéni      | kizárták | kizárták | kizárták | kizárták | 15–42    | 356   | 55.   | 162      | 340      | 56.      | 5:50,0 | 450   | 57.   | 17:36,0 | 532   | 56.   | 1678        | 57.      |
| Lakdar Bouzid                                | Egyéni      | 10:36,0  | 0        | 0        | 57.      | 9–48     | 218   | 58.   | 176      | 620      | 46.      | 5:04,0 | 680   | 50.   | 15:54,0 | 838   | 40.   | 2356        | 56.      |
| Ahmed Ennachi                                | Egyéni      | kizárták | kizárták | kizárták | kizárták | 12–45    | 287   | 57.   | 164      | 380      | 54.      | 6:54,0 | 130   | 58.   | 18:24,0 | 388   | 58.   | 1185        | 58.      |
| Habib Ben Azzabi Lakdar Bouzid Ahmed Ennachi | Csapat      |          |          | 0        | 17.      |          | 768   | 17.   |          | 1340     | 17.      |        | 1260  | 17.   |         | 1758  | 17.   | 5126        | 17.      |

## Sportlövészet
Férfi
| Versenyző         | Versenyszám       | Selejtező | Selejtező | Selejtező | Döntő   | Döntő    |
| Versenyző         | Versenyszám       | Csoport   | Pont      | Helyezés  | Pont    | Helyezés |
| ----------------- | ----------------- | --------- | --------- | --------- | ------- | -------- |
| Moustafa Chellouf | Sportpuska, fekvő | B         | 350       | 41.       | kiesett | 83.      |
| Habib Dallagi     | Sportpuska, fekvő | A         | 353       | 41.       | kiesett | 81.      |

## Vívás
Férfi
| Versenyző     | Versenyszám       | Csoportkör | Csoportkör       | Csoportkör        | Csoportkör | Csoportkör        | Csoportkör  | Csoportkör        | Csoportkör | Csoportkör        | Csoportkör | Helyezés    |
| Versenyző     | Versenyszám       | 1. kör | 1. kör           | 2. kör            | 2. kör     | Negyeddöntő       | Negyeddöntő | Elődöntő          | Elődöntő   | Döntő             | Döntő      | Helyezés    |
| Versenyző     | Versenyszám       | Ellenfél Eredmény | Hely.            | Ellenfél Eredmény | Hely.      | Ellenfél Eredmény | Hely.       | Ellenfél Eredmény | Hely.      | Ellenfél Eredmény | Hely.      | Helyezés    |
| ------------- | ----------------- | --- | ---------------- | ----------------- | ---------- | ----------------- | ----------- | ----------------- | ---------- | ----------------- | ---------- | ----------- |
| Raoul Barouch | Tőr, egyéni       | 6. csoport · William Fajardo (MEX) · 5-3 · Bill Hoskyns (GBR) · 0-5 · Fülöp Mihály (HUN) · 4-5 · Joaquín Moya (ESP) · 1-5 · Hans Lagerwall (SWE) · 2-5 · Henri Bini (MON) · 1-5                                                                                        | 7.               | kiesett           | kiesett    | kiesett           | kiesett     | kiesett           | kiesett    | kiesett           | kiesett    | helyezetlen |
| Raoul Barouch | Párbajtőr, egyéni | 1. csoport · Charles El-Gressy (MAR) · 5-3 · Jacques Guittet (FRA) · 1-5 · Brian Pickworth (NZL) · 3-5 · Bohdan Gonsior (POL) · 2-5 · Emilio Echeverry (COL) · 2-5 | 5.               | kiesett           | kiesett    | kiesett           | kiesett     | kiesett           | kiesett    | kiesett           | kiesett    | helyezetlen |
| Raoul Barouch | Kard, egyéni      | 8. csoport · Emilio Echeverry (COL) · 5-1 · Roberto Ferrari (ITA) · 2-5 · Dumitru Mustață (ROU) · 2-5 · Alfonso Morales (USA) · 2-5 · Ralph Cooperman (GBR) · 4-5 | 5.               | kiesett           | kiesett    | kiesett           | kiesett     | kiesett           | kiesett    | kiesett           | kiesett    | helyezetlen |
| Jean Khayat   | Kard, egyéni      | 1. csoport · Wilfried Wöhler (EUA) · 1-5 · Asen Dyakovski (BUL) · 3-5 · Augusto Gutiérrez (VEN) · 4-5 · Claude Arabo (FRA) · nem vívtak · Orlando Azinhais (POR) · nem vívtak                                                                                          | 6.               | kiesett           | kiesett    | kiesett           | kiesett     | kiesett           | kiesett    | kiesett           | kiesett    | helyezetlen |
| Jean Khayat   | Tőr, egyéni       | 5. csoport · Mario Curletto (ITA) · 5-3 · Jesús Gruber (VEN) · 1-5 · Jürgen Brecht (EUA) · 2-5 · Édouard Didier (LUX) · 2-5 · Asen Dyakovski (BUL) · 1-5 · Harry Thuillier (IRL) · 1-5                                                                                 | 7.               | kiesett           | kiesett    | kiesett           | kiesett     | kiesett           | kiesett    | kiesett           | kiesett    | helyezetlen |
| Norbert Brami | Tőr, egyéni       | 9. csoport · Witold Woyda (POL) · 3-5 · Luigi Carpaneda (ITA) · 4-5 · Roger Closset (FRA) · 0-5 · Robert Schiel (LUX) · 3-5 | 5.               | kiesett           | kiesett    | kiesett           | kiesett     | kiesett           | kiesett    | kiesett           | kiesett    | helyezetlen |
| Norbert Brami | Párbajtőr, egyéni | 10. csoport · José de Albuquerque (POR) · 5-3 · Adalbert Gurath Jr. (ROU) · 1-5 · Eddi Gutenkauf (LUX) · 2-5 · Wiesław Glos (POL) · 1-5 · James Margolis (USA) · 2-5 · Tsugeo Ozawa (JPN) · 2-5                                                                        | 5.               | kiesett           | kiesett    | kiesett           | kiesett     | kiesett           | kiesett    | kiesett           | kiesett    | helyezetlen |
| Ali Annabi    | Párbajtőr, egyéni | 7. csoport · Allan Jay (GBR) · 5-3 · Abelardo Menéndez (CUB) · 5-4 · Gilbert Orengo (MON) · 5-4 · Jaime Duque (COL) · 5-0 · Dieter Fänger (EUA) · 4-5 · Berndt-Otto Rehbinder (SWE) · 0-5 · Rájátszás: · Dieter Fänger (EUA) · 2-5 · Berndt-Otto Rehbinder (SWE) · 3-5 | 4. Rájátszás: 3. | kiesett           | kiesett    | kiesett           | kiesett     | kiesett           | kiesett    | kiesett           | kiesett    | helyezetlen |
| Ali Annabi    | Kard, egyéni      | 7. csoport · David Tisler (URS) · 1-5 · Walter Köstner (EUA) · 1-5 · Aleksandar Vasin (YUG) · 1-5 · Gustavo Vassallo (ARG) · 2-5 · Palle Frey (DEN) · 4-5 | 6.               | kiesett           | kiesett    | kiesett           | kiesett     | kiesett           | kiesett    | kiesett           | kiesett    | helyezetlen |